# Pilotrichum repens
Pilotrichum repens là một loài rêu trong họ Pilotrichaceae. Loài này được (With.) P. Beauv. mô tả khoa học đầu tiên năm 1823.